# ファスト映画
ファスト映画（ファストえいが）は、映画の映像を無断で使用し、字幕やナレーションをつけて10分程度にまとめ、結末までのストーリーを明かす違法な動画である。ファースト映画、ファストシネマ、ファーストシネマ、あらすじ動画とも呼ばれる。新型コロナウイルスが流行しはじめた2020年春頃から、動画配信サイトなどへの投稿が目立つようになった。
ファスト映画を作成して公開することは、著作権を侵害する違法行為である。日本では懲役刑および罰金刑を科す判決、並びに著作権者からの損害賠償請求も行われている。こうした動画に字幕やナレーションを付けるなどして、諸権利を有しない個人がインターネット上にアップロードするなどし、不特定多数と共有しようとする行為は法令違反（同一性保持権や翻案権などの侵害）となる。

## 概説
通常、映画配給会社は自社の扱う映画の予告編などをYouTubeなどの一般の動画サイトにアップロードして、宣伝などに広く活用している。一方でこれらの動画共有サービスは映画配給会社以外の個人も幅広く動画を自由にアップロードできるものであり、中には映画の映像や静止画を使用して動画投稿を行う者もいる。
その中でも権利者に無断で映画の映像や静止画を使用し、字幕やナレーションを付けるなどして映画自体を観なくても映画全体のストーリーがわかるように説明した短めの動画を頻繁にアップロードする者がおり、それらの動画がファスト映画と呼ばれている。1本の映画あたり10分程度にまとめられている。映画のあらすじや結末をネタバレ含めて解説するものなどもある。
ファスト映画では映画の一部のみの映像や静止画しか使われていないが、投稿前の編集作業の過程の各行為および投稿行為そのものにより、多段階の著作権・著作者人格権侵害を発生させ得るものとされている。
電通メディアイノベーションラボの主任研究員である天野彬は、コンテンツが溢れている現代では、限られた時間で効率よく楽しむ『タイムパフォーマンス』が重視されるようになり「無料のファスト映画をたくさん視聴した方が得」という心理、話題について行くために粗筋だけでも把握したいという需要、新型コロナウイルスの影響による「巣ごもり需要」の影響があると指摘している。
映画コメンテーターの齊藤進之介は、短時間で観たような気になれることや、コメント欄で映画の感想が読める点が広まった理由としている。

## 被害
2021年に報道されたコンテンツ海外流通促進機構による調査によれば、少なくとも55のアカウントから2100本余りの動画が投稿されているという。1本で再生回数が数百万回に達しているものもあり、投稿者は再生回数に応じて広告収入を得るが、本編を見られなくなることによる映画会社の被害は、コンテンツ海外流通促進機構によると956億円と推計されている。コンテンツ海外流通促進機構の後藤健郎代表理事は「ファスト映画を見た人が本編を見ないことにつながりかねず、被害は甚大」と危機感を表明した。
ファスト映画の中には、タイトルや説明欄に映画タイトルを記載しないようにして発見されづらくしたり、静止画を多く取り入れてコンテンツIDによる検知をすり抜けようとしているものも確認されている。
2021年6月20日に日本放送協会（NHK）の『NHKニュース7』にて報じられた結果、ファスト映画を扱う多くのチャンネルが動画を削除するなど撤退の動きを見せた。
同年6月23日には、宮城県警察本部が北海道札幌市や東京都渋谷区に住む男女3人を著作権法違反の疑いで逮捕し、ファスト映画をめぐって逮捕された日本での全国初の事例となった。警察は動画サイトからの広告収入が目的だったとみており、実際に2019年からの2年間で450万円以上の収入があったとしている。また、宮城県警はこの動画のナレーションに関わったとして、神奈川県川崎市に住む男性も同年7月に書類送検し、後に映画会社1社との間で1000万円を超える賠償金を支払うことなどで和解したと同年8月に報じられた。
宮城県警では、大学生のボランティアの協力も得てネット上の著作権侵害コンテンツのリストを作成しており、ファスト映画の投稿により逮捕された者もこの過程で捕捉された事例がある。
ファスト映画の投稿者の中には犯罪という認識がない者や、映画の宣伝であり業界に貢献していると思っている者もおり、著作権に関する教育が遅れていることが指摘されている。

## 違法性
ファスト映画の製作・投稿の過程では、次のように多段階の著作権・著作者人格権の侵害が発生する。
1. 元の映画の取得：複製権侵害
2. ファスト映画製作のための編集行為：翻案権、同一性保持権侵害
3. 配信サイトへの投稿：公衆送信権侵害

「映画解説」という名目も、映像を未許可で編集し使用する場合、著作権保護が施されているDVDのコピーガードを破って映像を利用するだけでも法的な問題は生じる。
YouTubeにおいては、Content IDという仕組みにより、音楽や映像の特徴を抽出し、著作権者が存在する場合には権利者に収益が還元されるというシステムが存在し、著作権者に動画投稿者の広告収入の一部が分配される事例がないわけではないが、仮にそのような場合であっても著作権者の許諾が存在するということを意味するものではなく、違法性の判断を左右するものではない。Content IDは「ネットで動画が共有されることによる著作権者の不利益を是正するための仕組み」にすぎず、著作権者によるライセンスの存在を表すものではない。
これに対し、音楽の場合は問題になることは少ないが、著作権者とYouTubeなどのプラットフォームと間で包括的許諾契約が締結されているという点で映画とは前提を異にするから、比較対象とはならない。 違法な配信行為を行う者はいつでも法的責任を問われ得る状況にある。
ファスト映画の投稿を行う者らは、「引用の範囲内であり適法である」などと主張することがあるが、ファスト映画で使用されている映像・画像は引用の範疇を越えていると指摘されている。多くのファスト映画と呼ばれる動画は、引用部分とそれ以外の部分の主従関係が明確でなく、報道・批評の目的の範囲であるとも言い難いためである。文部科学省も、「ごく短い内容紹介、もしくは映画の映像や静止画を感想や論評を紹介するために一部で従属的に使用する場合などは、著作権者の了解は必要ない」としつつも、「映画の映像や画像を許可なしにアップするのは違法」であり、「単純に短くして紹介することは引用とは認められない」というコメントを出している。
漫画村やファスト映画の摘発に協力している中島博之弁護士は「悪質さで言えば漫画村と変わらない」と述べ、さらに「映画が公開されてすぐに作品のミステリアスなラスト部分を声高に発信してしまうと、営業妨害や不正競争防止法などに触れる可能性もあります」としている。
ファスト映画の作成者および配信者側の主張は全て退けられると考えて良いとされている。
ファスト映画に限らず、侵害コンテンツの投稿による著作権侵害は投稿された時点で既遂となり、後から侵害コンテンツを削除しても罪を免れられるわけではなく、削除済みコンテンツについても投稿者を特定する方法は存在する。2022年に施行される改正プロバイダ責任制限法により発信者情報開示請求の手続が迅速化されることもあり、同年以降は権利侵害者に対する責任追及が容易化・迅速化されることが予想されている。

## 裁判および有罪判決
2021年6月23日にファスト映画の投稿について著作権法違反で初めて逮捕者3名が発生。投稿者らは「シン・ゴジラ」など、13社がそれぞれ著作権を持つ映画54作品についてファスト映画を無断で作成しユーチューブ上に投稿。動画の再生回数は合計で1000万回超に上り、投稿者らは得られた莫大な広告収入を使いタワーマンションへの移住検討も行っていた。同年11月16日にファスト動画投稿の著作権法違反裁判で初めて有罪判決が言い渡された。判決では「著作権者が正当な対価を収受する機会を失わせ、映画文化の発展を阻害しかねない」とし、懲役刑および罰金刑の判決が下された。判決言い渡し後、大川隆男裁判長は3被告に対し「ファスト映画を作成し公開することはあなた方が思っている以上に重い罪です。今後予想される著作権者からの損害賠償請求には誠意をもって対応するよう努めてください」と説諭、「本判決等により、ファスト映画の違法性が一段と周知された後もファスト映画の作成や公開が横行するのであれば、その量刑傾向は重い方向にシフトすべきである」と述べ、安易な著作権侵害に警鐘を鳴らした。2022年5月19日には、KADOKAWAが一般社団法人コンテンツ海外流通促進機構（CODA）および一般社団法人日本映像ソフト協会（JVA）の会員企業12社（下記参照）とともに、3人に総額5億円の損害賠償を求める訴えを起こした。海賊版対策などを行うコンテンツ海外流通促進機構（CODA）は「今回の判決は妥当であり、『ファスト映画』という著作権侵害のさらなる被害の拡大を防ぐための大きな成果として捉えています。クリエイターらが時間、労力、費用をかけて制作した著作物を無許諾で利用し、広告費などから暴利を得る行為は決して許されることではありません。今後とも引き続き『ファスト映画』をはじめとする日本コンテンツの不正利用の一掃と著作権の適正な保護に努めてまいります」とコメントしている。同年11月17日、東京地裁は映像会社の請求全額を認め、投稿者2名に対して計5億円の賠償を命じる判決を下した。2023年8月24日、東京地裁は残る1人の男性についても計5億円の賠償を命じた。男性の所在が分からず、関係書面を裁判所の掲示板に張り出すことで訴状が当事者に届いたとみなす「公示送達」が認められた。男性は答弁書などを提出せず主張しなかった。
摘発に協力した中島博之弁護士は「初公判では、被告人らが権利侵害主張を行ってきた映画会社をピックアップし、その会社を避けてファスト映画投稿を行い、作品の削除を回避し、YouTubeアカウントが停止されないように計画的、組織的に運営されていたことが明らかとなりました。」と述べた。また、「映画が作られるまでには映画会社、監督、演者、関係者など多くの人々の労力、時間、費用がかかっています。何の製作の苦労もしていない第三者が、映画に関わった方々の表現意図・思いなどを無視して、映画を無断で編集して次々と投稿し、利益を得ようとする行為は悪質としかいいようがありません。」、「今回、判決では映画を無断で編集して短くまとめて投稿する、いわゆるファスト映画作成の過程が著作権のうち翻案権も侵害していると明示されました。映画に関わった方々の表現意図・思いなどを無視して、映画を無断で編集する行為も犯罪と認定して頂き、映画製作にかかわった人々の思いに寄り添った判決とも言えます。」とし、CODAなどの権利者団体と協力し対応していくとコメントした。
判決後、同日にKADOKAWAは以下の声明文を自社ページに掲載した。
2022年2月15日、宮城県警と塩釜警察署はファスト映画の投稿により著作権法違反罪に問われた神奈川県座間市の男性を逮捕。男性は2021年1月から7月にかけ、映画「パプリカ」、「君の名前で僕を呼んで」「パラサイト 半地下の家族」を権利者に無断で10分程度に編集し、YouTubeにアップロードする事で広告収入を得ていた。男性は2021年6月に日本で初めてファスト映画のアップローダーらが逮捕された際、アップロードしている1人としてメディアのインタピューを受け、「2020年4月からファスト映画の制作を始め、これまでに50本ほど投稿。毎月10万円、計150万円の収入を得た」などと話した他、YouTubeの「歌ってみた」動画などで音楽利用が包括的に認められている例やYouTubeが運用している「コンテンツID」の仕組みを挙げ、自身の行為を正当化する発言を繰り返していた。更に男性が2021年12月に家宅捜索を受けた際、その状況をYouTubeのメンバー限定動画として公開し、視聴するために1カ月あたり500円の会員登録をするように呼びかけていた。逮捕後の取り調べも「一筋縄ではいかなかった」とされ、弁解録取の際には「この逮捕は憲法違反だ」、「ファスト映画は著作権法で定める『引用』の範囲内の行為だ」と話し、容疑を否認した。検察官は論告求刑で「その動画の視聴者が別途対価を支払ってその映画を鑑賞する機会を奪う行為で、映画の収益構造を根本から破壊して、甚大な経済的損失を与えるものである」と指摘。「ファスト映画の公開で多額の収益を得ていて、その動機に一切の酌量の余地はなく、さらには当初は『引用の正当な範囲内である』と主張して犯行を正当化しており、その身勝手な態度は強く非難されるべき」として、懲役2年、罰金200万円を求刑。同年5月19日に仙台地裁は、懲役2年、執行猶予4年、罰金200万円（求刑懲役2年、罰金200万円）の判決を言い渡した。
大川隆男裁判長は判決理由で「映画の著作権者が正当な対価を収受する機会を失わせ、厳しい非難に値する。被害額は多額で、生じた結果は重い」と指摘。被告側は量刑を不服として控訴したが、同年9月15日の判決公判で仙台高裁の深沢茂之裁判長は、「動画投稿サイトの管理者から警告があったにも関わらず投稿を続けていて、悪質性は低いといえず量刑は相当」として一審判決を支持し、被告側の控訴を棄却した。

## 中国語圏
「ある映画を○○分間で見る」「あるドラマのあらすじを紹介する」のような動画は中国語圏で非常に人気が高く、中国・台湾の動画共有サイトでは視聴回数が最も多い部類の1つであった。しかし、これらの視聴後に映画その物を視聴する意欲が低下したとされ、さらに映画の主旨を歪曲する動画も存在する。
曁南大学知的財産権研究院の院長は南方日報の記者に対し、「このような短いビデオは、映画やドラマにある映像を全く利用していないとは言えません。私たちは映画やドラマの視聴者として、コンテンツを批判・評価する権利があります。しかし、ファスト映画の1つの問題は引用に必要な限度がないことです。現在のファーストフード文化の文脈において、多くの自媒体の作成者は、映画・ドラマの製作者が数億の投資及び数か月または数年の時間を費やして作成したコンテンツを無断に編集して私物化した結果、映画・ドラマの製作者に対する権利侵害となるのは間違いないです。」「私たちはアテンション・エコノミーの時代にいますから、映画とテレビドラマから作られた二次創作が営利の為であるかどうか、そして実際に利益を得たかどうかを判断するのは困難です。また、映画評論とは別に、切り取った映画の映像をそのまま使いながら、自分が書いた映画のあらすじを読み聞かせる解説作品は映画の1つの作品としての完全性を損ないます。特に自分の理解に基づき映画の本来の意匠を曲解することもあるため、創作物に対する意図的な破壊です。」と話し、中華人民共和国著作権法第10条の4に違反する行為として非難した。
ほとんどの動画には実際の映画の映像・音声（海賊版から切り取った場合もある）が入ったため、著作権所有者から著作権侵害との指摘が多い。これを受け、2021年に中国の国家電影局は取り締まりの強化を約束したが、一部の視聴者はこの決定に不満を示した。また、台湾のある人気YouTuberは公開前の映画『脳漿炸裂ガール』のファスト映画をYouTubeに投稿したせいで、ネタがばれてしまい当該映画の台湾公開は無限期延期となったため、2018年に台北地方検察署により著作権侵害の疑いで起訴されたが、のちにYouTuber側と著作権所有者である4社の映画会社との和解が成立したため、検察側は告訴を取り下げた。

## 「ファスト映画」を題材にした作品
漫画村やファスト映画の取り締まりに参加している弁護士中島博之（ゆうきまひろ）原作の漫画「弁護士・亜蘭陸法は漫画家になりたい」では作中内でファスト映画を題材に取り上げた。
2022年のドラマ『石子と羽男-そんなコトで訴えます?-』では、10年かけて実現した映画を上映打ち切りに追い込んだファスト映画投稿者の裁判を取り扱った。2022年9月9日、CODAはTBSテレビを訪問し、YouTube を通じた「ファスト映画」を題材にした制作チームへ感謝状を贈呈した。